# Єлизавета Баварська (королева Бельгії)
Єлизавета Баварська (нім. Elisabeth in Bayern), повне ім'я Єлизавета Габріела Валерія Марія (нім. Elisabeth Gabriele Valérie Marie), (25 липня 1876 — 23 листопада 1965) — баварська герцогиня з династії Віттельсбахів, донька герцога Баварського Карла Теодора та португальської інфанти Марії Жозе, дружина короля Бельгії Альберта I, мати короля Бельгії Леопольда III та королеви-консорта Італії Марії Жозе.
Займалася благодійністю та покровительствувала мистецтвам. Була дуже популярною серед населення. За порятунок єврейських дітей під час Другої світової війни вшанована Ізраїлем як Праведник народів світу.
Її ім'я носило місто Елізабетвіль у Конго у 1910—1966 роках.

## Біографія

### Ранні роки
Народилась 25 липня 1876 року в замку Поссенгофену в королівстві Баварія. Була другою дитиною та другою донькою в родині баварського герцога Карла Теодора та його другої дружини Марії Жозе Португальської. Своє ім'я отримала на честь тітки Єлизавети, яка стала хрещеною матір'ю новонародженої. Мала старшу сестру Софію Адельгейду, та єдинокровну сестру Амалію від першого шлюбу батька. Згодом народилися молодші діти: Марія Габріела, Людвіг Вільгельм та Франц Йозеф.
Батько був середнім сином герцога Максиміліана Баварського, володаря замку Поссенгофен, але, оскільки його старший брат Людвіг Вільгельм відмовився від династичних прав заради морганатичного шлюбу, то всі фінансові вигоди первородства отримав Карл Теодор. У віданні герцогів Баварії знаходився також замок Бідерштайн у Мюнхені в районі Швабінг.

Певний час мешкали в Ментоні, де голова родини відновлював здоров'я після кашлюка, а згодом оселилися у замку Тегернзеє, до якого також входив маєток Кальтенбрунн, успадкований у 1875 році від герцога Карла Теодора. Замок Поссенгофен відійшов їм у листопаді 1888 року після смерті герцога Макса.

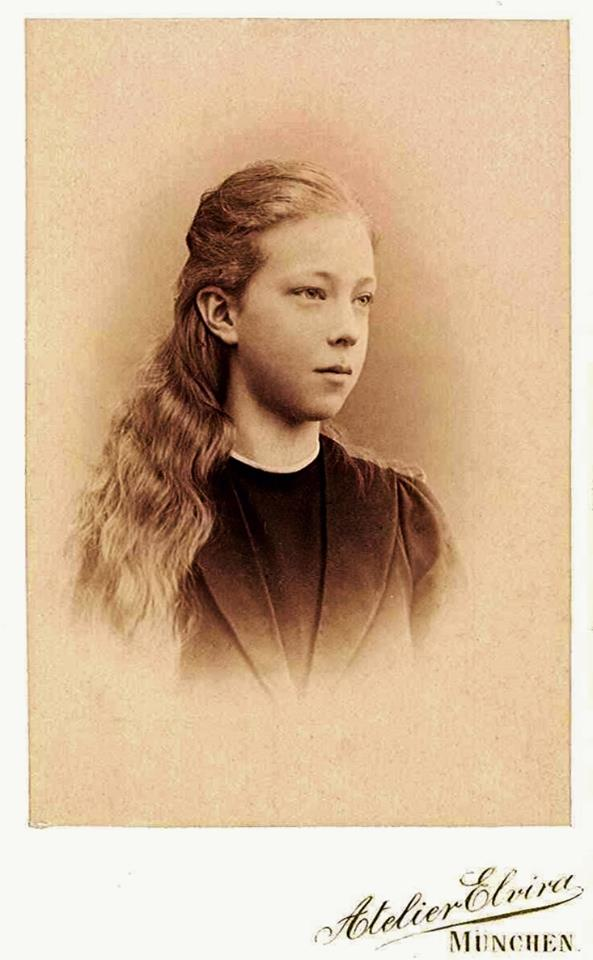
Світлина Єлизавети у 1880-ті роки

Родина була нетиповою для аристократії того часу. Батько Єлизавети мав власну офтальмологічну клініку, а мати допомагала чоловікові під час операцій як медсестра. У 1895 році він відкрив другу клініку у Мюнхені, що також утримувалася за його власний кошт.
Карл Теодор також приділяв велику увагу розвитку особистостей своїх дітей і намагався прищепити їм почуття відповідальності за бідних і слабких. Виховував художній смак сім'ї, пропагуючи музичні заходи.
Юна герцогиня отримала освіту у школі-інтернаті Святого Йосипа у Цангберзі. Володіла німецькою, французькою та англійською мовами, грала на фортепіано та скрипці. Захоплювалася музикою, скульптурою, живописом, єгиптологією, медициною та зоологією.
На похороні тітки Софії Шарлотти у травні 1897 року познайомилася із принцом Альбертом Бельгійським. За декілька місяців той зробив їй пропозицію під час прогулянки в Неї-сюр-Сен, запитавши: «Як вважаєте, чи зможете Ви витримувати бельгійське повітря?»
Перед цим Альберт був закоханий в Єлену Орлеанську, існували також йдеї його шлюбу із королевою Нідерландів Вільгельміною та австрійською родичкою Єлизаветою Марією Габсбург.

### Шлюб

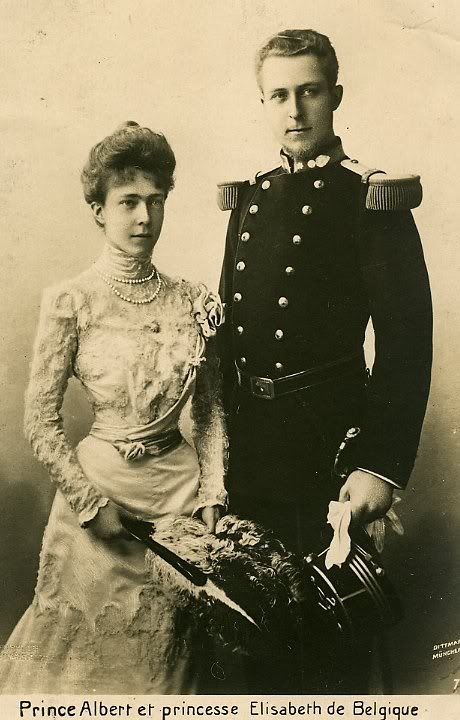
Із чоловіком, 1900

У 24-річному віці стала дружиною принца Бельгії Альберта, старшого від неї на рік. Весілля пройшло 2 жовтня 1900 року в Мюнхені. За кілька днів молодят з ентузіазмом вітали у Бельгії. Медовий місяць пара провела в Італії. Після нього певний час мешкали у Фландрському палаці на вулиці Регентства в Брюсселі разом із батьками Альберта, а на початку 1901 року вирушили на Лазуровий берег. Тривалий час влітку того року провели у Поссенгофені. По поверненню до Брюсселя оселилися в Hôtel d'Assche на вулиці Науки. Вели просте життя, без особливої помпи. Цей образ сімейного щастя в майбутньому став одним із стовпів популярності Альберта. У подружжя з'явилося троє дітей.
Судячи з листів, написаних під час заручин і шлюбу, молода пара була глибоко закохана. Листи висловлюють глибоку взаємну прихильність, засновану на рідкісній близькості духу, а також свідчать, що Альберт та Єлизавета постійно підтримували та заохочували одне одного в їх важкій ролі короля та королеви. Подружжя поділяло глибоку прихильність до своєї країни та сім'ї й виявляло великий інтерес до людського прогресу всіх видів. Разом вони підтримували дружбу із видатними вченими, художниками, математиками, музикантами і філософами, перетворивши свій двір в Лакені на своєрідний культурний салон.

### Королева
У грудні 1909 року Альберт та Єлизавета стали королем і королевою бельгійців. Нова перша леді взяла на себе набагато більшу публічну роль, ніж її попередниці, й займалася роботою в численних благодійних і громадських організаціях, особливо у сферах мистецтва та соціального забезпечення. Цікавилися турботами нужденних і хворих, знайомилися з умовами в брюссельських лікарнях і дитячих будинках і, зокрема, сприяла боротьбі з туберкульозом. Її доброзичливий характер і щира турбота про населення швидко зробили її популярною серед народу Бельгії.
Королева часто оточувала себе відомими авторами та художниками, а також провідними вченими свого часу.
Окрім інших, товаришувала з Альбертом Швейцером, Альбертом Ейнштейном, Еженом Ізаї, Пабло Касальсом та Колетт. Серед літераторів її друзями були Еміль Верхарн, Моріс Метерлінк, Андре Жід, Жан Кокто.
Під час Першої світової війни Бельгія намагалася залишитися нейтральною. Однак, німецький посол пред'явив королівській родині ультиматум з вимогою пропустити німецькі війська через територію країни для нападу на Францію. Почувши про вимогу Німеччини від дружини, Альберт відповів: «Бельгія — це нація, а не дорога», — і відкинув його. Королева доповнила: «Тепер між Німеччиною і мною впала залізна завіса». Цю метафору, вперше використану Єлизаветою, згодом застосував Черчілль у своїй промові в Фултоні. 4 серпня 1914 року німецька армія, порушивши нейтралітет країни, перетнула державний кордон Бельгії. Бельгійська армія була змушена приєднатися до військ Антанти і взяти участь в конфлікті. Більша частина держави була окупована загарбниками. Проте Вільгельм II так і не домігся капітуляції королівства. Бельгійська армія на чолі з Альбертом всі чотири роки війни утримувала плацдарм на річці Ізер.
Єлизавета майже чотири роки провела разом із чоловіком у Де-Панне, відмовившись залишити країну. Організувала військовий шпиталь у реквізованому для цих цілей Grand Hôtel de l'Océan і працювала там як операційна медсестра. В цьому їй домогли щеплені батьком навички за час, коли вона допомагала йому під час операцій. Підтримувала співпрацю з Американським Червоним Хрестом. В народі в цей час була відома як «Королева-медсестра».
Особисто виїжджала на передову для підбадьорення військ. Постачала солдатам теплий одяг і взуття. У серпні 1915 року під її керівництвом у Вулверінгемі була відкрита Школа Королеви для дітей з регіонку Вестхук. У Де-Панне королівську пару навідували такі діячі культури як Ежен Ісаї, Еміль Верхарен, П'єр Лоті та Каміль Сен-Санс, а також президент Франції Раймон Пуанкаре.
22 листопада 1918 року королівське подружжя із синами урочисто повернулося до Брюсселю. Після перемир'я 1918 року королівська пара користувалася великою популярністю та вдячністю з боку союзних держав.

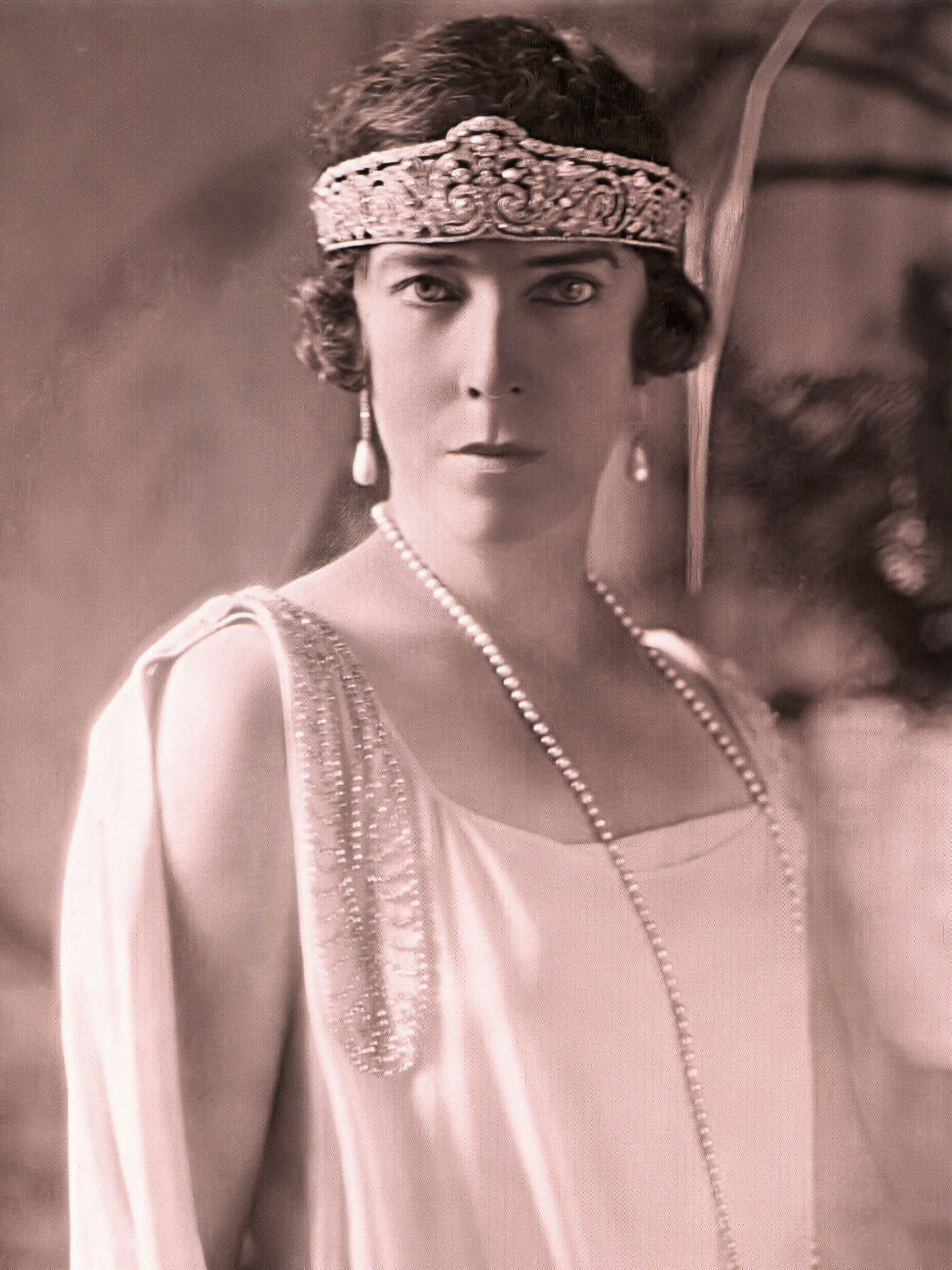
Світлина 1920 року

Після війни Єлизавета продовжила свою благодійну діяльність, створюючи лікарні для хворих на туберкульоз, фонди допомоги сліпим, хворим на рак та поліомієліт. Багато подорожувала з офіційними і приватними поїздками по всьому світу як з Альбертом, так і на самоті. Так, з 23 вересня по 13 листопада 1919 разом із чоловіком та сином здійснила офіційний візит до Сполучених Штатів, зустрівшись із президентом Вудро Вільсоном у Білому домі. У 1922 році брала участь у знаменитій експедиції Говарда Картера, під час якої була відкрита гробниця фараона Тутанхамона, у 1925 — здійснила візит до Індії, де захопилася йогою, а у 1928 році відвідала Бельгійське Конго, де заснувала фонд медичної допомоги конголезцям.
У лютому 1934 року Альберт загинув в Арденнах під час одиночного сходження на вершину. Королем став їхній син Леопольд, а першою леді країни — його дружина Астрід. Однак, молода жінка загинула в автомобільній аварії наступного серпня. Королева Єлизавета після цього відновила свою активну діяльність. Також багато уваги приділяла онукам, які залишилися без матері.
Підтримувала створення Національного оркестру Бельгії, організацію Конкурсу імені Ізаї, будівництво нової споруди для Королівської бібліотеки Бельгії та відкриття Музичної каплиці неподалік замку Аржантей.
10 травня 1940 року німецькі війська знову вторглися до Бельгії. Єлизавета вирушила в Де-Панне і кілька днів дбала про стан місцевих лікарень. Цього разу бельгійська армія не дала серйозного опору, а Леопольд III капітулював, залишившись в'язнем у своєму палаці.
Єлизавета продвжила мешкати у Лакені разом із сином. Під час німецької окупації у 1940—1944 роках використовувала свій вплив як королеви та зв'язки серед нацистів, аби врятувати сотні єврейських дітей від депортації. Завдяки її заступництву вони знайшли притулок у монастирях, дитячих будинках і фермах. За свою діяльність у 1965 році була удостоєна ізраїльським урядом звання Праведник народів світу. У грудні 1944 року внесла свій вклад в організацію постачання продовольством і одягом тисяч біженців. Коли Брюссель був звільнений, дозволила генералу Браяну Хорроксу створити в своєму палаці штаб-квартиру британського XXX корпусу.

### Повоєнний час
Під час Королівського питання у 1945—1951 роках підтримувала старшого сина, але не робила цього публічно, аби не заважати молодшому сину, який виконував функції регента. Після зречення Леопольда у 1951 році оселилася у палаці Стюйвенберг, де і провела решту життя.
Була переконаною пацифісткою, підтримувала Стокгольмський заклик 1950 року проти ядерної зброї. Підтримувала різноманітні ініціативи за мир під час холодної війни між Заходом і Сходом.
У 1950-х роках відвідала Радянський Союз, Югославію, Китай та Польщу. Так, у березні 1955 року відвідала Варшаву заради Конкурсу піаністів імені Фридеріка Шопена. Візит до Радянського Союзу відбувся 26 березня—10 квітня 1958 року. До Москви Єлизавета прибула як почесна гостя у зв'язку з першим Міжнародним конкурсом скрипалів і піаністів ім. Чайковського на запрошення Голови Президії Верховної Ради СРСР Климента Ворошилова. Одним із лауреатів конкурсу того року став Ван Кліберн. Окрім столиці, відвідала Ленінград, Ташкент, Тбілісі, Горі, Сочі, Сталінград та маєток Горкі, де мешкав Ленін. Її фінансова підтримка Товариства бельгійсько-радянської дружби розлютила багатьох бельгійців. Втім, стара королева не була вражена масованою критикою і не змінювала свої політичні погляди або її публічні дії.

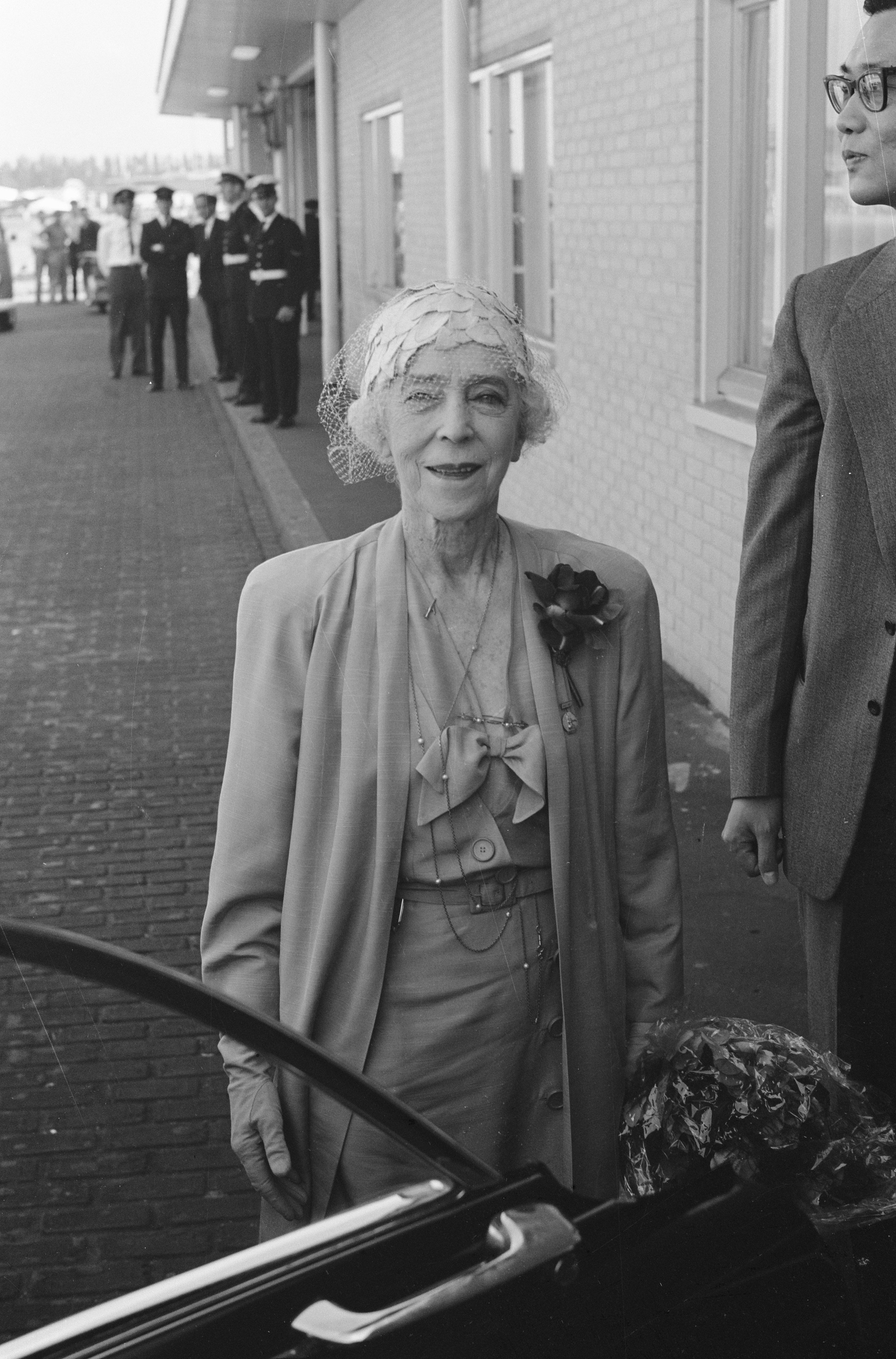
21 вересня 1961

Відвідала Китай у вересні 1961 року у супроводі доньки. Під час зупинки у Москві на її честь був влаштований державний бенкет. В Китаї зустрічалася з урядовими чиновниками в Пекіні та мала десятихвилинну бесіду з Мао Цзедуном, про зміст якої згодом нічого не повідомляла. Відвідала лікарні та школи, а також Шанхайську консерваторію, де слухала гру піаністки Гу Шен'їн (1937—1967).
Наприкінці квітня 1962 року знову повернулася до Москви на черговий музичний конкурсі ім. П. І. Чайковського. Мала майже двогодинну розмову з генсеком Микитою Хрущовим, якого оголосила державним діячем-миротворцем. Ця заява сприяла її негайній критиці в пресі. Окрім конкурсу, відвідала мавзолей Леніна та першотравневу демонстрацію на Красній площі, музично-педагогічний інститут імені Гнесіних, парфумерну фабрику «Нова зоря», виставу «Жизель» у Большому театрі, дом-музей Чайковського у місті Клин, лавру та Духовну академію в Загорську тощо. Візит тривав до 10 травня.
Хоча Єлизавета вдалася до цих поїздок, в першу чергу, для відвідин музичних фестивалів, це викликало спекуляції в, головним чином бельгійській, пресі, як ніби королева мала комуністичні симпатії. Також у бельгійській пресі кілька газет, що виступили проти неї, йменували її Червоною бабусею або Червоною королевою.
У січні 1958 року відвідала Бельгійське Конго. У 1959 році провела 12 днів в Ізраїлі на запрошення місцевого уряду.
На початку 1962 року здійснила візит до Ватикану, де довго розмовляла з Папою Римським Іоанном XXIII. У тому ж році відвідала Пуерто-Рико та Сполучені Штати. У 1964 році стала членом Французької академії.
Королева залишалася відносно здоровою до старості. Кілька десятиліть займалася йогою, здійснювала тривалі прогулянки та лікувалася за допомогою крижаних ванн. Проте з 1964 року її фізичний стан помітно погіршився. Втім, на подив лікарів, вона швидко оговталася від перенесеного 4 листопада 1965 року серцевого нападу, однак вже 23 листопада перенесла другий серцевий напад і пішла з життя в той же день о 21 годині у 89-річному віці у замку Стюйвенберг.
В державі було оголошено триденний траур. Представники правлячих родин з усієї Європи та тисячі простих бельгійців були присутні на похороні, який також транслювався по телебаченню. Поховальну месу провів кардинал Лео Сюненс у Брюссельському соборі. Поховали Єлизавету в королівській усипальниці у крипті Нотр-Дам-де-Лакен в Брюсселі.

## Родина

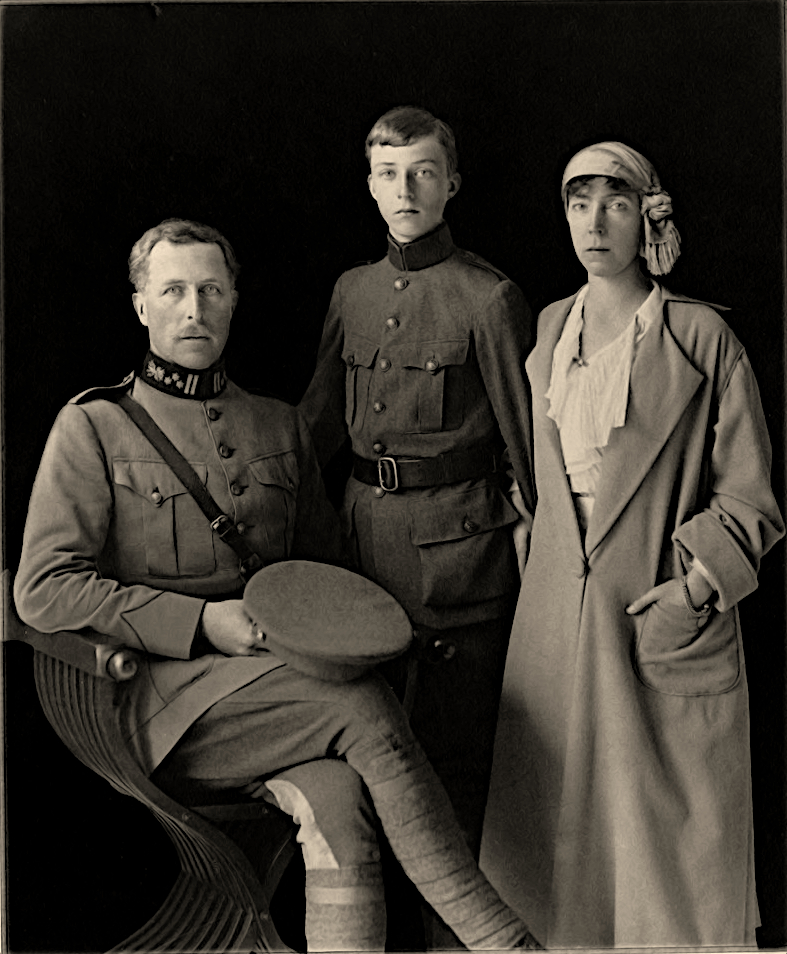
Із чоловіком та сином, 1910-ті

Чоловік — Альберт I (король Бельгії)
Діти:
- Леопольд (1901—1983) — наступний король Бельгії у 1934—1951 роках, був двічі одруженим, мав шестеро дітей від обох шлюбів;
- Шарль (1903—1983) — принц-регент Бельгії у 1944—1950 роках, був таємно одруженим із Жаклін Пейребрюн, мав позашлюбну доньку;
- Марія Жозе (1906—2001) — дружина останнього короля Італії Умберто II, мала четверо дітей.

## Нагороди
- Великий хрест ордену Леопольда I (Бельгія);
- Орден Святої Єлизавети (Австро-Угорщина);
- Великий хрест ордену Почесного легіону (Третя французька республіка);
- Орден Священної Корони (Японська імперія);
- Орден Золотого Лева дому Нассау (Люксембург);
- Великий хрест ордену Нідерландського лева (Нідерланди);
- Инаугураційна медаль королеви Юліани (Нідерланди) (1948);
- Великий хрест ордену Білого Орла (Польща);
- Хрест Хоробрих (Польща);
- Почесна дама великого хреста ордену Кароля I (Румунське королівство);
- Орден Королеви Марії Луїзи № 1016 (Іспанія);
- Королівський Червоний Хрест (Британська імперія);
- Хрест «За заслуги перед Церквою і Папою» (Ватикан);
- Золота троянда (нагорода папи римського) (1926).

## Вшанування
- Її ім'я носить бельгійський конкурс академічних музикантів, який проводиться у Брюсселі від 1951 року.

## Титули
- 25 липня 1876—2 жовтня 1900 — Її Королівська Високість Герцогиня Єлизавета Баварська;
- 2 жовтня 1900—17 грудня 1909 — Її Королівська Високість Принцеса Альберт Бельгійський;
- 17 грудня 1909—17 лютого 1934 — Її Величність Королева Бельгійців;
- 17 лютого 1934—23 листопада 1965 — Її Величність Королева Єлизавета Бельгійська.